# Oleg Tepcov
Oleg Tepcov (Leningrado, 5 ottobre 1954) è un regista sovietico.

## Filmografia parziale

### Regista
- Gospodin oformitel' (1988)
- Posvjaščёnnyj (1989)